# مدیریت بار

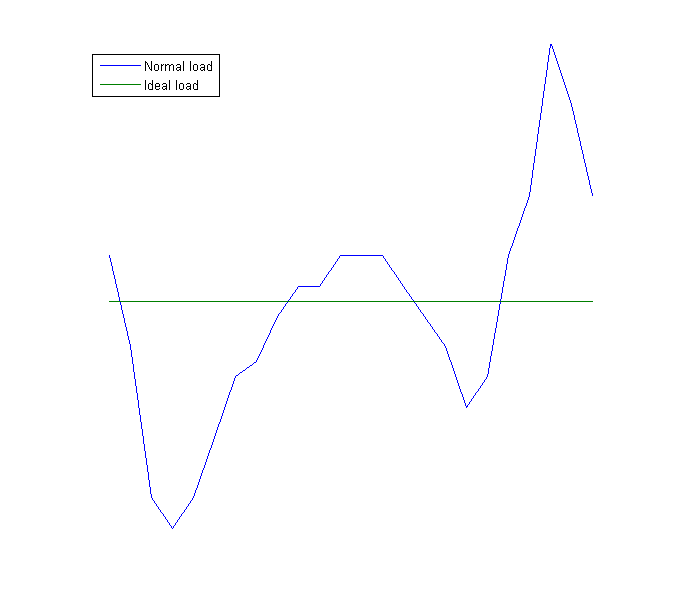
نمودار مصرف بار روزانه؛آبی مربوط به مصرف واقعی و سبز مربوط به حالت ایده‌آل است.

مدیریت بار، که به عنوان مدیریت طرف تقاضا نیز شناخته می‌شود، فرایند تعادل تأمین برق در شبکه با بار الکتریکی با تنظیم یا کنترل بار به جای خروجی ایستگاه قدرت است. این امر را می‌توان با مداخله مستقیم کاربرد در زمان واقعی، با استفاده از رله‌های حساس به فرکانس (کنترل موج) , با ساعت‌های زمانی، یا با استفاده از تعرفه‌های خاص برای نفوذ بر رفتار مصرف‌کننده به دست آورد. مدیریت بار اجازه می‌دهد که برنامه‌ها ی کاهش تقاضا برای برق را در زمان اوج مصرف کاهش دهند (اصلاح اوج) که می‌تواند به نوبه خود هزینه‌ها را با از بین بردن نیاز به نیروگاه‌های برق قله ای کاهش دهد. به علاوه، برخی از نیروگاه‌های برق قله ای می‌توانند بیش از یک ساعت طول بکشند تا خط تولید کنند که مدیریت بار را غیرمنتظره تر می‌کنند برای مثال به‌طور غیرمنتظره از خط خارج شود. مدیریت بار نیز می‌تواند به کاهش انتشار گازهای مضر نیز کمک کند چون نیروگاه‌های اوج یا ژنراتورهای پشتیبان، اغلب کثیف‌تر و کم کارآمدتر از نیروگاه‌های برق بار پایه هستند. فناوری‌های نوین مدیریت بار به‌طور مداوم تحت توسعه هستند - هم توسط صنعت خصوصی و هم نهادهای دولتی.

## تاریخچه مختصر
در سال ۱۹۷۲تئودر جورج " تد "پارادوکس، در حالی که برای بوئینگ در هانتسویل آلاباما کار می‌کرد، یک سیستم پایش سنسور ایجاد کرد که از انتقال دیجیتال برای امنیت، آتش‌سوزی و سیستم‌های هشدار پزشکی و نیز قابلیت قرایت کنتور برای همه تأسیسات استفاده می‌کرد. این تکنولوژی یک دور فرعی از ثبت اختراع سیستم شناسایی خط تلفن خودکار بود که در حال حاضر به عنوان شناسه تماس گیرنده شناخته می‌شود. در سال۱۹۷۴ به، پارادوکس ثبت اختراع ایالت متحده برای این تکنولوژی اهدا شد.
بنا به درخواست شرکت برق آلاباما پارادوکس یک سیستم مدیریت بار همراه تکنولوژی کنترل خودکار ایجاد کرد. در انجام این کار، او با استفاده از توانایی سیستم برای نظارت بر سرعت دیسک وات متر قدرت و در نتیجه مصرف توان بهره برد. این اطلاعات همراه با ان زمان به شرکت برق توانایی آموزش فردی برای مدیریت مصرف  کنتر آب گرمکن و تهویه مطبوع برای مدیریت جلوگیری از قله در مصرف در ساعات اوج مصرف روز داد. برای این رویکرد به پارادوکس چندین اختراع ثبت شده اهدا شد.

## مزایا و اصول عملیاتی
از آنجا که انرژی الکتریکی شکلی از انرژی است که نمی‌تواند به‌طور مؤثر انبار شود باید بلافاصله تولید، توزیع و مصرف شود. زمانی که بار بر روی یک سیستم نزدیک به حداکثر ظرفیت تولید می‌شود اپراتورهای شبکه باید یا منابع اضافی انرژی را پیدا کنند یا راه‌هایی برای کاهش بارو در نتیجه مدیریت بار پیدا کنند. اگر آن‌ها ناموفق باشند سیستم ناپایدار خواهد شد و خاموشی‌ها می‌توانند رخ دهند.
برنامه‌ریزی بلند مدت مدیریت بار ممکن است با ایجاد مدل‌های پیچیده برای توصیف ویژگی‌های فیزیکی شبکه توزیع (یعنی توپولوژی ظرفیت و دیگر ویژگی‌های خطوط) و همچنین رفتار بار شروع شود. این تجزیه وتحلیل ممکن است شامل سناریوهایی باشد که پیش‌بینی اب و هوا، تأثیر پیش‌بینی شدهٔ دستورهای انبار بار پیشنهادی، تخمین زمان برای تعمیر تجهیزات خط خاموش و عوامل دیگر را حساب کنند.
استفاده از مدیریت بار می‌تواند به یک نیروگاه برق برای به دست آوردن یک فاکتور ظرفیت بالاتر کمک کند، یعنی معیاری برای کاربرد متوسط ظرفیت. ضریب ظرفیت، معیاری است برای اندازه‌گیری خروجی یک نیروگاه برق در مقایسه با حداکثر خروجی که می‌تواند تولید کند. ضریب ظرفیت اغلب به عنوان نسبت بار متوسط به ظرفیت یا نسبت بار متوسط به اوج بار در یک دوره تناوب تعریف می‌شود. فاکتور بار بالاتر سودمند است چون ممکن است یک نیروگاه برق با عوامل بار پایین کارایی کمتری داشته باشد، یک فاکتور بار بالا به معنی هزینه‌های ثابت بر روی بیش از هر کیلو وات ساعت خروجی (ناشی از قیمت کم‌تر در هر واحد برق) پخش می‌شوند و ضریب بار بالاتر به معنای خروجی کل بیشتر است. اگر فاکتور بار قدرت تحت‌تاثیر در دسترس نبودن سوخت، تعمیر و نگهداری، خرابی برنامه‌ریزی نشده، یا کاهش تقاضا باشد (به عنوان الگوی مصرف در سراسر روز نوسان دارد) , تولید باید تنظیم شود، چرا که ذخیره‌سازی انرژی شبکه اغلب بسیار گران‌قیمت است.
برنامه‌های کوچک‌تر که به جای تولید یافته خود، قدرت را خریداری می‌کنند، همچنین می‌توانند از نصب یک سیستم کنترل بار نیز بهره‌مند شوند. جریمه‌هایی که باید برای اوج مصرف بپردازند می‌تواند به میزان قابل‌توجهی کاهش یابد. بسیاری از افراد گزارش می‌دهند که یک سیستم کنترل بار می‌تواند در یک فصل به تنهایی هزینه خود را پرداخت کند.

## مقایسه با پاسخ درخواست
هنگامی که این تصمیم برای کاهش بار اتخاذ می‌شود، براساس قابلیت اطمینان سیستم انجام می‌شود. کاربرد در یک حس " مالک کلید " است و تنها زمانی که ثبات یا قابلیت اطمینان سیستم توزیع برق تهدید می‌شود بارها را تخلیه می‌کند. سودمندی (که در زمینه تولید، انتقال و تحویل برق وجود دارد) در روند کاری آن‌ها بدون دلیل اختلال به وجود نمی‌آورد. مدیریت بار، زمانی که به درستی انجام شود، غیر تهاجمی است و هیچ سختی به مصرف‌کننده تحمیل نمی‌کند. بار باید به ساعت‌های خارج از اوج منتقل شود.
پاسخ تقاضا " سوئیچ روشن خاموش " را در دستان مصرف‌کننده با استفاده از وسایلی مانند یک شبکه هوشمند کنترل شده با سوئیچ کنترل بار می‌گذارد. در حالی که بسیاری از مصرف‌کنندگان مسکونی نرخ ثابتی را در طول سال برق می‌پردازند، هزینه‌های سودمند در واقع به‌طور مداوم بسته به تقاضا، شبکه توزیع و ترکیب سهام تولید برق شرکت تفاوت دارد. در یک بازار آزاد، قیمت عمده‌فروشی انرژی در طول روز بسیار متفاوت است. برنامه‌های پاسخ تقاضا مانند آن‌هایی که توسط شبکه‌های هوشمند فعال شده‌اند تلاش دارند تا با ایجاد انگیزه مصرف‌کننده را به محدود کردن مصرف براساس نگرانی‌های هزینه محدود کنند. همان‌طور که هزینه در طول روز افزایش می‌یابد (همان‌طور که سیستم به اوج ظرفیت می‌رسد و نیروگاه‌های برق اوج گرانتر مورد استفاده قرار می‌گیرند) , یک اقتصاد بازار آزاد باید اجازه افزایش قیمت را بدهد. طبق کاهش تقاضا برای کالا باید کاهش قیمت داشته باشددر حالی که این کارها برای کمبودها قابل‌پیش‌بینی است، بسیاری از بحران‌ها در عرض چند ثانیه به دلیل شکست‌های ناشی از تجهیزات پیش‌بینی‌نشده به وجود می ایند. آن‌ها باید در همان زمان ـچارچوب حل شوند تا از خاموشی برق جلوگیری کنند. بسیاری از خدمت‌ها که به پاسخ تقاضا علاقه‌مند هستند نیز علاقه خود را به قابلیت کنترل بار نشان داده‌اند تا بتوانند قبل از انتشار به روز رسانی‌های قیمت با مصرف‌کنندگان، " سوئیچ روشن ـ خاموش " را راه‌اندازی کنند.
برنامه کاربردی تکنولوژی کنترل بار نیز با فروش هر دو سیستم رادیویی فرکانس رادیویی و هم سیستم‌های ارتباطی خط نیرو، به رشد خود ادامه می‌دهد. انواع خاصی از سیستم‌های کنتور هوشمند نیز می‌توانند به عنوان سیستم‌های کنترل بار عمل کنند. سیستم‌های کنترل شارژ می‌توانند از شارژ مجدد وسایل نقلیه الکتریکی در طول ساعت‌های اوج جلوگیری کنند. سیستم‌های وسایل نقلیه به شبکه می‌توانند الکتریسیته را از باتری‌های وسایل نقلیهٔ الکتریکی به برق برگردانند، یا آن‌ها می‌توانند شارژ مجدد باتری‌های خودرو را به نرخ آهسته‌تر هدایت کنند.
بزرگ‌ترین سیستم کنترل بار مسکونی در جهان در فلوریدا یافت می‌شود. این دستگاه از ۸۰۰٬۰۰۰ فرستندهٔ کنترل بار (LCTs) استفاده می‌کند و ۱۰۰۰ مگاوات توان الکتریکی (۲٬۰۰۰ مگاوات در یک وضعیت اضطراری) را کنترل می‌کند. FPL قادر به جلوگیری از ساخت چندین نیروگاه برق جدید با توجه به برنامه‌های مدیریت بار آن‌ها بوده‌است.

## موج دار شدن کنترل
کنترل موج دار رایج‌ترین شکل کنترل بار است و در بسیاری از کشورها در سراسر جهان از جمله استرالیا، نیوزیلند، انگلستان، آلمان، هلند و آفریقای جنوبی مورد استفاده قرار می‌گیرد . کنترل موج دار شامل اضافه کردن سیگنال فرکانس بالاتر (معمولاً بین ۱۰۰ تا ۱۶۰۰ هرتز) بر روی استاندارد ۵۰–۶۰ هرتز سیگنال قدرت اصلی است. هنگامی که دستگاه‌های دریافت‌کننده متصل به بارهای مسکونی غیر ضروری یا صنعتی شوند این سیگنال را دریافت می‌کنند، آن‌ها بار را خاموش می‌کنند تا سیگنال از کار افتاده یا سیگنال فرکانس دیگری دریافت شود.
پیاده‌سازی اولیه کنترل موج دار در طول جنگ جهانی دوم در قسمت‌های مختلف جهان با استفاده از سیستمی که با سیستم توزیع برق ارتباط دارد رخ داد. سیستم‌های کنترل مج دار به‌طور کلی با یک سیستم قیمت‌گذاری دوگانه با چند گانه تقسیم می‌شوند، که در آن برق در ساعت‌های اوج (عصرها) گران‌تر و در زمان استفاده کم (اوایل صبح) ارزان‌تر است.
تجهیزات مسکونی تحت‌تاثیر منطقه متفاوت خواهند بود، اما ممکن است شامل اب گرم‌کن‌های برقی مسکونی، تهویه مطبوع، پمپ‌های استخر، پمپ‌های آبیاری گندم باشد. در یک شبکه توزیعی مجهز به کنترل بار، این وسایل مجهز به کنترل‌کننده‌های ارتباطی هستند که می‌توانند برنامه‌ای را اجرا کنند که چرخه کاری تجهیزات تحت کنترل را محدود کند. مصرف‌کنندگان معمولاً برای شرکت در برنامه کنترل بار با پرداخت نرخ کاهش‌یافته برای انرژی، پاداش می‌گیرند. مدیریت بار مناسب با این برنامه به آن‌ها اجازه می‌دهد تا افت بار را تمرین کنند تا از خاموشی‌های مکرر جلوگیری کنند و هزینه‌ها را کاهش دهند.
زلوگر پیک یک نام تجاری مشترک از سیستم‌های کنترل موج دار است.